# سيوخسو مراد خان (غلامان)
سیوخسو مراد خان (بالفارسية: سیوخسو مرادخان) هي قرية تقع في إيران في قسم غلامان الريفي. يقدر عدد سكانها بـ 633 نسمة .